# Stazione polare Mendel
La stazione polare Mendel (in ceco Mendelova polární stanice) è una base antartica estiva ceca localizzata nell'isola James Ross al largo della penisola Antartica, intitolata al biologo Gregor Mendel (1822-1884).
La struttura è stata inaugurata nel febbraio 2006 all'interno di un progetto coordinato dall'Università Masaryk di Brno, nell'ambito del Programma nazionale antartico della Repubblica Ceca, ed è utilizzata durante l'estate australe per ricerche biologiche, geologiche e climatologiche.